# Oleksiy Babyr
Oleksiy Babyr (tiếng Ukraina: Олексій Олегович Бабир); Aleksey Babyr (tiếng Nga: Алексей Олегович Бабырь, sinh ngày 15 tháng 3 năm 1990) là một tiền đạo bóng đá người Ukraina và Nga thi đấu cho F.K. Volgar Astrakhan.

## Sự nghiệp quốc tế
Babyr từng là thành viên của Đội tuyển bóng đá U-21 quốc gia Ukraina, được triệu tập bởi Pavlo Yakovenko để thi đấu giao hữu với Đội tuyển bóng đá U-21 quốc gia Cộng hòa Séc vào ngày 17 tháng 11 năm 2010.